# Cimetière militaire du Commonwealth de Tilly-sur-Seulles
Le cimetière militaire du Commonwealth de Tilly-sur-Seulles est un cimetière militaire de la Seconde Guerre mondiale, situé à Tilly-sur-Seulles, dans le Calvados. Il contient 1222 tombes, gérées par la Commonwealth War Graves Commission.

## Localisation
Le cimetière est situé sur la commune de Tilly-sur-Seulles, à environ 12 km au sud-est de Bayeux. Il est localisé le long de la D13, à environ 1 km du village.

## Histoire
Après la prise de Bayeux le 7 juin, les troupes anglaises progressent vers Tilly-sur-Seulles mais font face à une contre-attaque et une résistance allemande. Le premier mort à être enterré dans ce qui deviendra le cimetière l'est le 8 juillet. Tilly-sur-Seulles ne sera libéré que vers le 18-19 juin, mais les combats perdurent jusqu'aux alentours du 26. Le secteur de Tilly-Juvigny a alors changé de main à 23 reprises,.

## Tombes
Le cimetière militaire du Commonwealth de Tilly-sur-Seulles héberge 1222 tombes, dont 2 Néo-zélandais, 1 Canadien et 1 Australien. Il héberge également les corps de 232 soldats allemands. Le poète britannique Keith Douglas y est enterré.
On y trouve entre autres 135 hommes du Durham Light Infantry, 80 du Dorsetshire Regiment, 65 de la Royal Artillery, 61 du Royal Armoured Corps.

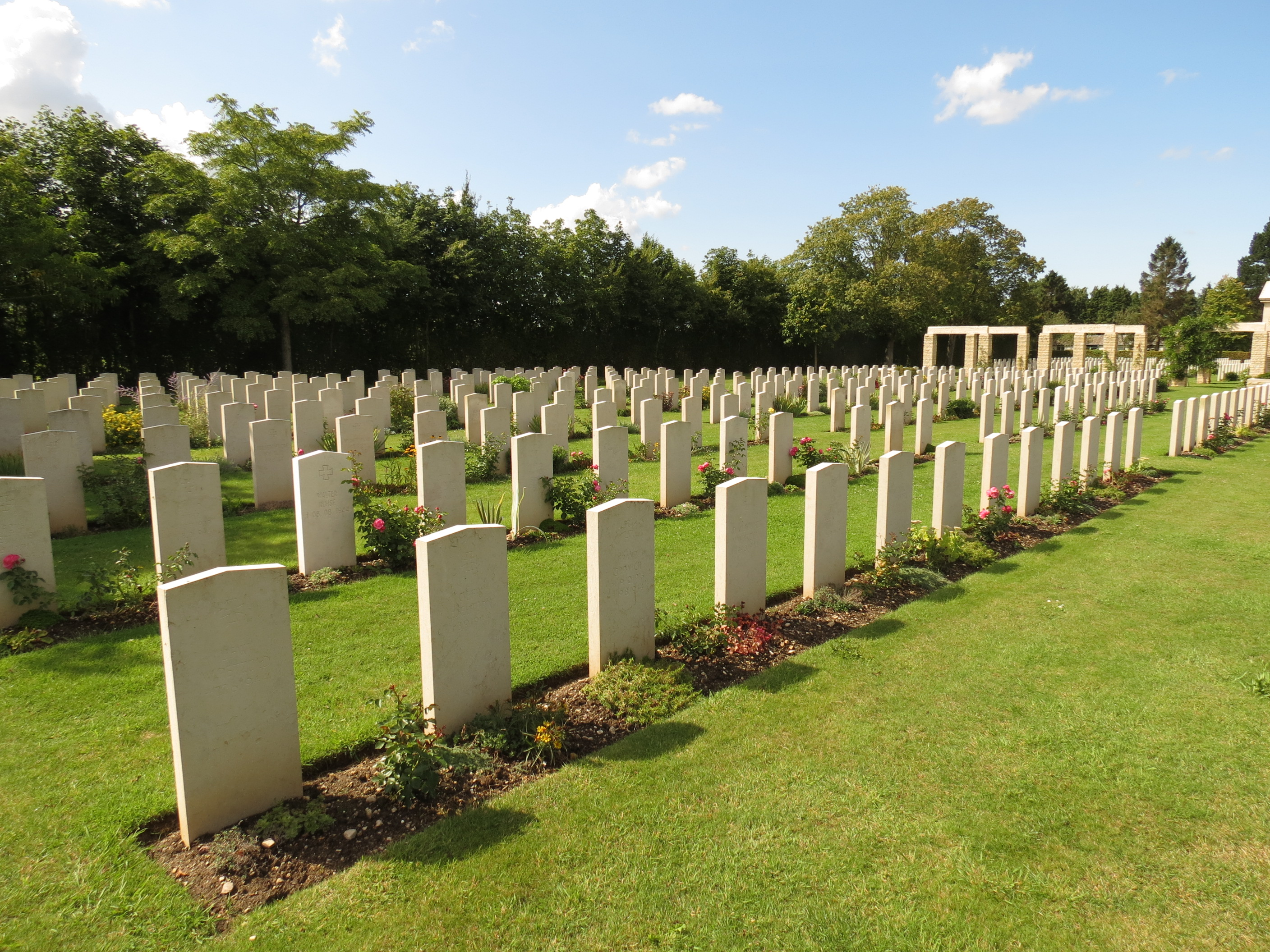
Carré allemand du cimetière.
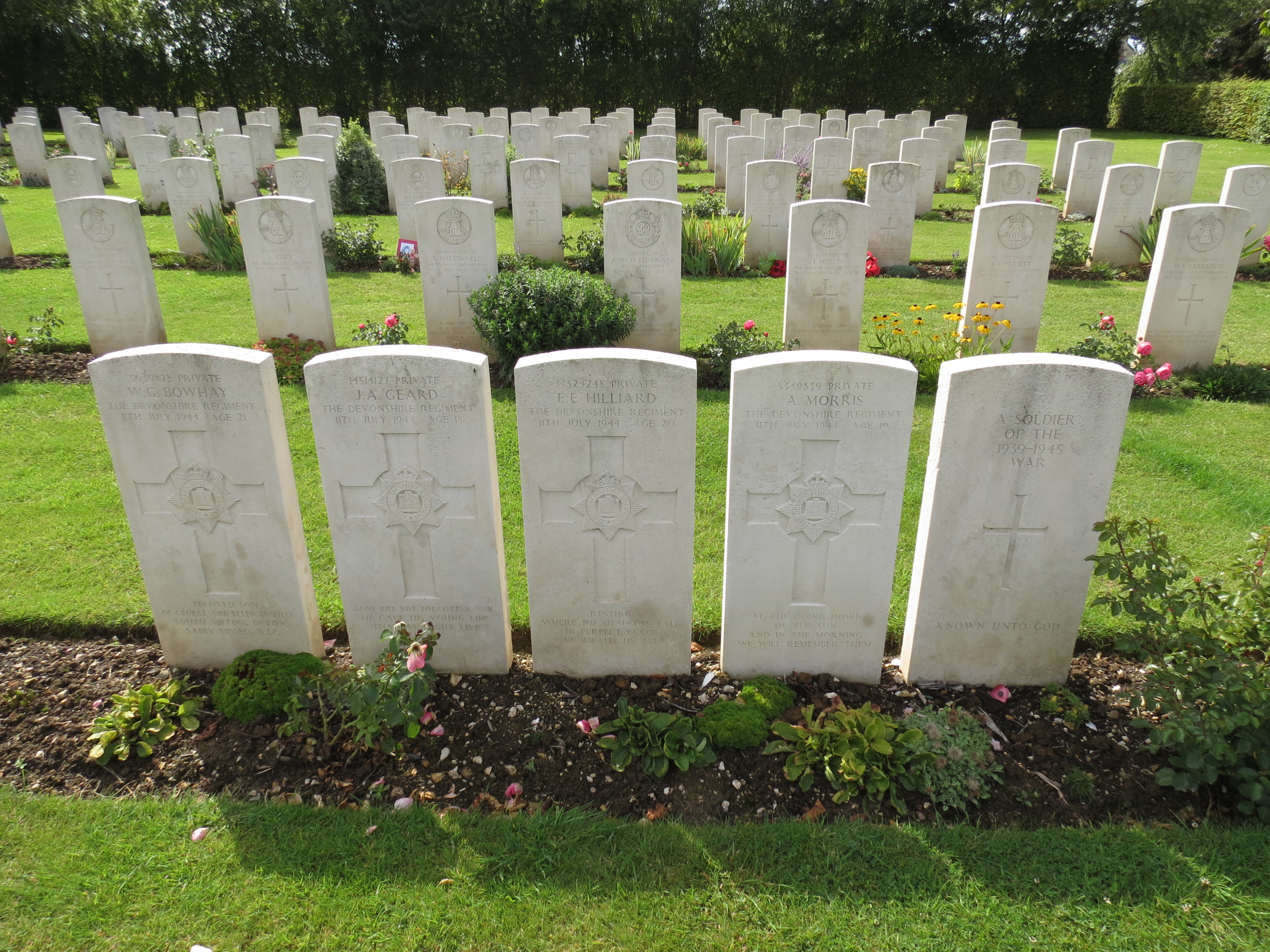
Tombe collective de soldats britanniques.
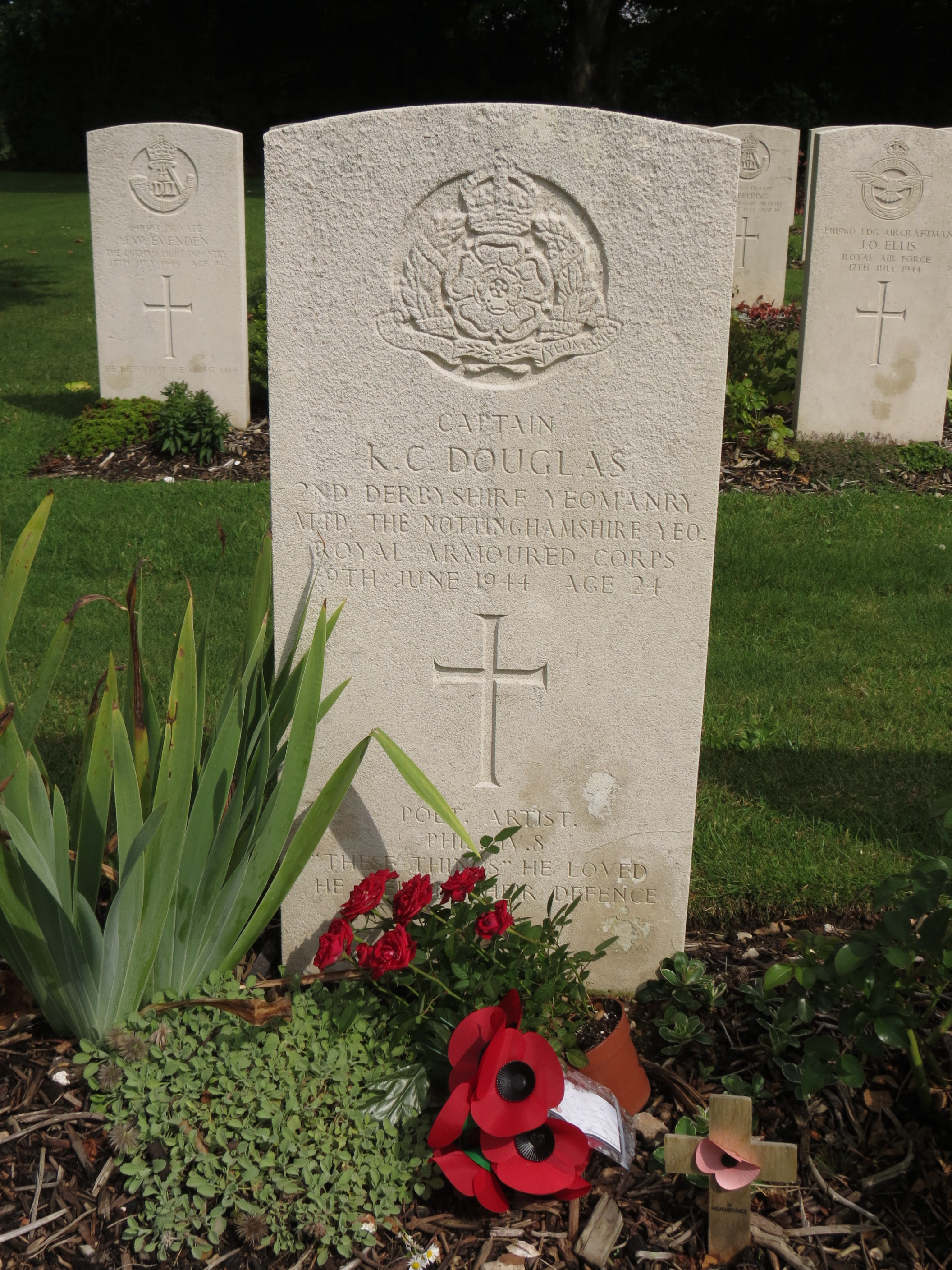
Tombe du poète Keith Douglas.
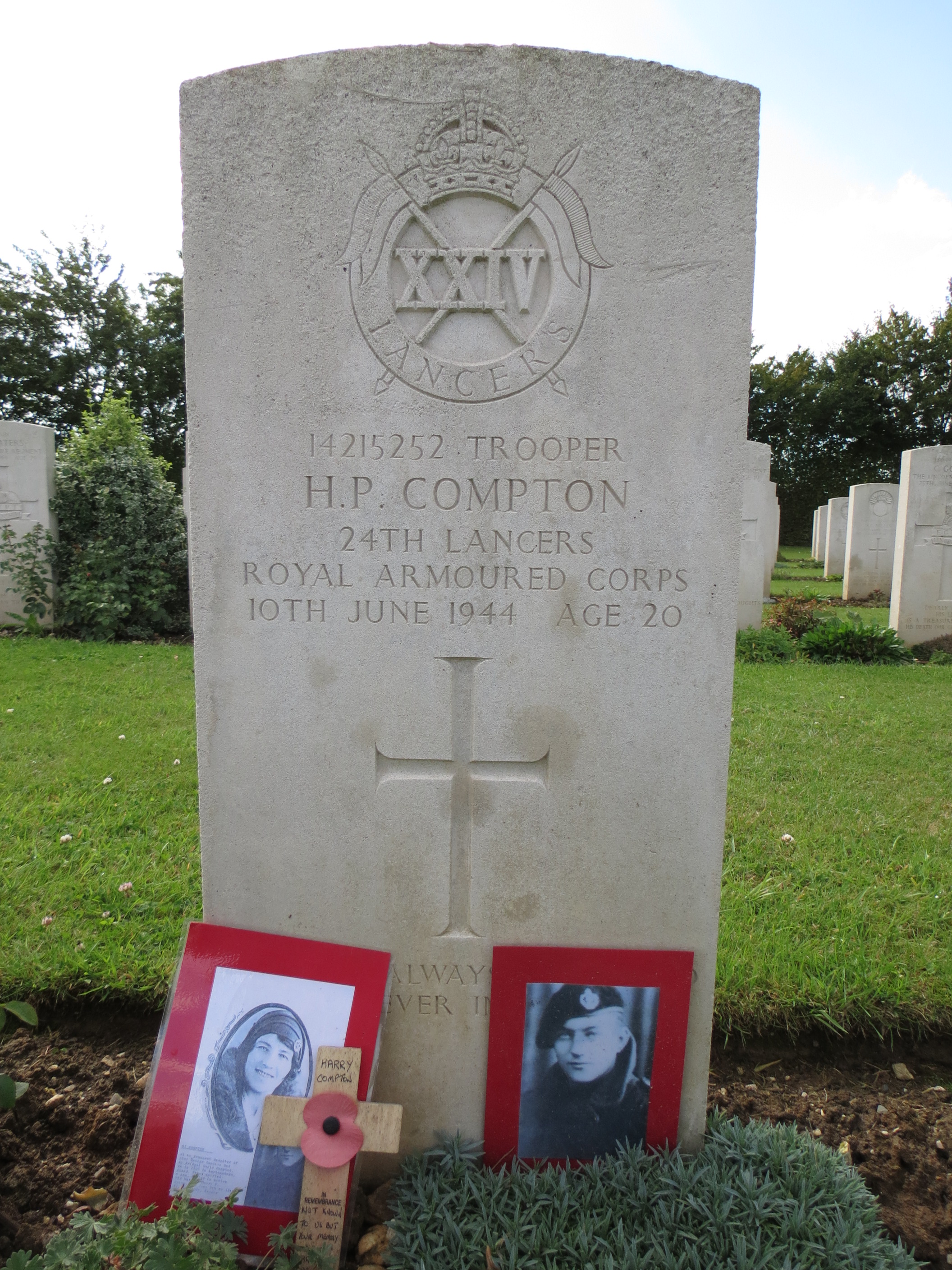
Tombe d'un soldat britannique.
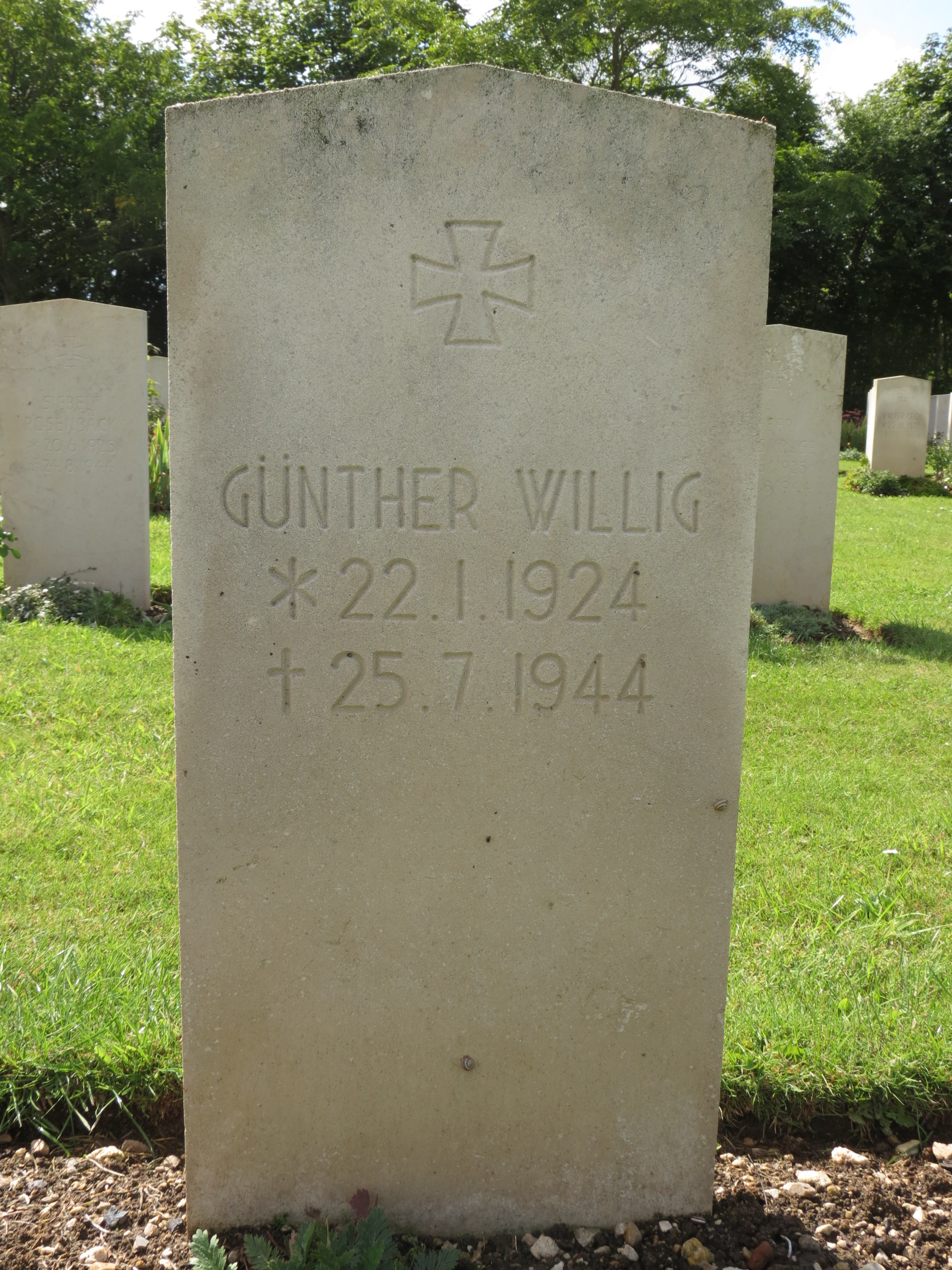
Tombe d'un soldat allemand.